# Gonçalo Duarte
Gonçalo Hebe Gomes Azêdo Duarte (Lisboa,  1935 – Paris, 1986) foi um pintor português.

## Biografia / Obra

Relevo, 1971, madeira, verga, ferro, osso, 34 x 51 x 7 cm

Frequentou a Escola de Belas-Artes de Lisboa e, também,  a  Academia de Belas Artes de Munique (Akademie der Bildenden Künste München) com uma bolsa concedida pelo governo alemão. Foi bolseiro da Fundação Calouste Gulbenkian em Paris.
Em Paris associou-se a René Bertholo, joão Vieira, Lourdes Castro,  José Escada,  Christo e Jan Voss na fundação da revista e do grupo KWY. Participou em exposições desse grupo: Universidade de Sarrebrücken (1960); SNBA, Lisboa (1960); Galerie Soleil dans la Tête, Paris (1961); etc.
A sua pintura inicial aproxima-se da abstração lírica; viria depois a infletir, realizando pinturas e assemblages de pendor surrealizante ligadas às novas direções figurativas que se afirmam na década de 1960 (entre as quais o Nouveau réalisme).
Está representado em coleções públicas e privadas, nomeadamente: Fundação Cupertino de Miranda, Aldoar;  Fundação Calouste Gulbenkian, Lisboa; etc.

## Exposições individuais
1971 – Galeria Judite Dacruz, Lisboa
1972 – Galerie Messine, Paris
1973 – Toumarkine, Paris
1974 – Galeria S. Francisco, Lisboa
1979 – Centro Cultural Português da Fundação Calouste Gulbenkian, Paris
1981 – Diagonale, Paris
1983 – História Trágico Marítima, SNBA, Lisboa.
1984 – Cidadela, Cascais; Diagonale, Paris